# Gazpacho (revista)
Gazpacho fue una revista editada por el Centro Cultural España de Buenos Aires durante 2010 y 2011.

## Ediciones
Gazpacho se editó durante la gestión del director Ricardo Ramón Jarne. Fue editada por Cristina Civale con la consigna de realizar cada número como una edición monográfica, donde todos los artículos y fotografías se refirieron a un tema de interés social y cultural en la sociedad contemporánea.
constó de nueve ediciones realizadas entre marzo de 2010 y diciembre de 2011.
Los temas tocados por cada edición fueron:
1. Sostenibilidad ambiental
2. Lucha contra la pobreza
3. Respeto de la diversidad cutlura
4. Defensa de los Derechos Humanos
5. Equidad de género
6. Industrias creativas
7. La construcción de la paz
8. Inmunidad contemporánea
9. Trans

## Colaboradores
Cada edición contó con un subeditor especializado en el tema monográfico del número, como  Martin Ale, editor de la revista Anfibia, Marta Dillon, editora del suplemento feminista Las 12, del periódico Página 12, Ulises Rodríguez, Flavia Costa, Sandra Charer, Sonia Santoro, Sebastián Hacher, entre otros.